# Victor-Félix Bernadou
Victor-Félix Bernadou, francoski rimskokatoliški duhovnik, škof in kardinal, * 25. junij 1816, Castres, † 15. november 1891.

## Življenjepis
19. decembra 1840 je prejel duhovniško posvečenje.
10. januarja 1862 je bil imenovan za škofa Gapa, potrjen je bil 7. april, 29. junija je prejel škofovsko posvečenje in 10. julija 1862 je potekalo škofovsko ustoličenje.
16. maja 1867 je bil imenovan za nadškofa Sensa; potrjen je bil 12. julija istega leta.
7. junija 1886 je bil povzdignjen v kardinala in imenovan za kardinal-duhovnika SS. Trinità al Monte Pincio.